# Liste der Äbte von Kremsmünster
Die folgenden Personen waren Äbte des Stifts Kremsmünster in Österreich:
- Fater (777–799)
- Wolfram I. (ab 799)
- Sighart (um 828)
- Burkhard (bis 887), Hofkaplan von König  Arnulph[2]
- Snelpero (Snello) (887–899)
- die Bischöfe von Passau (900–1007)
- S. Gotthard (1007–1012)
- Sigmar (1012–1040)
- Gerhard (1040–1050)
- Erenbert I. (ab 1050)
- Wolfram II.
- Pezelin (um 1070)
- Theoderich (Dietrich) (ab 1080)
- Hoholdus
- Berthold I. (bis 1093)
- Alram I. (Adalram I.) (1093–1122)
- Hermann I. (1123–1125?)
- Ulrich I. (1126–1131)
- Ulrich II. (1131–1146)
- A(da)lbert I. († 4. April 1160[3]) (1146–1159)
- Martin I. (1160–1165)
- A(da)ram II. (1165–1173)
- Ulrich III. († 1182 in Accarone)[3] (1173–1182)
- vierjähriges Interstitium (1182–1186)
- Manegold von Berg (1186–1206)
- Konrad I. (1206–1209)
- Rudolf († 1219 in der Lombardei[4]) (1209–1222?1219)
- Bernhard von Achleiten († 1230) (1222?–1230)
- Heinrich I. von Plain († 1247) (1230–1247)
- Ortolf (1247–1256), 1256 vom Passauer Bischof Otto von Lonsdorf abgesetzt
- Berthold II. von Achleiten († 1275) (1256–1274)
- Friedrich I. von Aich (1275–1325/1326), 1326 resigniert
- Friedrich II. Ritzendorfer († 1346) (1325–1346)
- Christian von Ottsdorf († 1349) (1346–1349)
- Ernst III. von Ottsdorf († 1360) (1349–1360)
- Konrad II. Schwab († 1363) (1360–1363)
- Heinrich II. von Grub (1363–?)
- Heinrich III. von Sulzbäck († 1376)
- Martin II. von Polheim († 1399) (1376–1399)
- Stephan de Austria († 1405) (1399–1405)
- Hermann II. († 1430) (1405–1419), 1419 resigniert
- Jakob Teutelkofer (1419–1454)
- Ulrich IV. Schoppenzaun († 1484) (1454–1484)
- Benedikt Braun (1484–1488)
- Wolfgang I. Widmar (* in Steyr, † 1501) (1488–1500)
- Georg Spatz (1500–1505)
- Johannes I. Schrein (1505–1524)
- Leonhard Hunzdorfer (1524–1526)
- Johannes II. Habenzager (* in Schwanenstadt, † 1543) (1526–1543)
- Gregor Lechner (* 1503 in Schärding, † 1558) (1543–1558)
- Markus Weiner (1558–1565)
- Interstitium (1564–1568)
- Jodokus Sedlmayr (* in Ingolstadt, † 1571) (1568–1571)
- Erhard Voit († 1588 in Linz) (1571–1588)[5]
- Johannes III. Spindler († 1600) (1588–1600)[5]
- Alexander I. a Lacu (1601–1613)[5]
- Anton Wolfradt (1613–1620)[5]
- Bonifaz Negele (1639–1644)
- Placidus Buechauer (1644–1669)
- Erenbert II. Schrevogl (1669–1703)
- Honorius Aigner (1703–1704)
- Martin III. Resch (1704–1709)
- Alexander II. Strasser (1709–1731)
- Alexander III. Fixlmillner (1731–1759)
- Berthold III. Vogl (1759–1771)
- Erenbert III. Meyer (1771–1800)
- Wolfgang II. Leuthner (1800–1812)
- Anselm Mayrhofer (1812–1821)
- Interstitium (1821–1824)
- Joseph Altwirth (1824–1840)
- Thomas Mitterndorfer (1840–1860)
- Augustin Reslhuber (1860–1875)
- Cölestin Josef Ganglbauer (1876–1881)
- Leonhard II. Achleuthner (1881–1905)
- Leander Czerny (1905–1929)
- Ignatius Schachermair (1929–1970)
- Albert Bruckmayr (ab 1964 Abtkoadjutor, 1970–1982 Abt)
- Oddo Bergmair  (1982–2007)
- Ambros Ebhart (2007–2025)
- Bernhard Eckerstorfer (seit 2025)